# Ojibwa (Wisconsin)
Ojibwa (Anishinaabe-oodena en ojibwe) és un town al comtat de Sawyer (Wisconsin, Estats Units). Segons el cens del 2000 tenia una població de 267 habitants. La comunitat no incorporada d'Ojibwa és al town. Segons l'Oficina del Cens dels Estats Units el town té una superfície total de 51,4 milles quadrades (133,2 km 2 ), dels quals, 50,8 milles quadrades (131,6 km 2 ) d'aquestes son terra ferma i 0,6 milles quadrades (1,5 km 2 ) d'aquestes (1,13%) és aigua.

## Demografia
Segons el cens del 2000tenia 267 habitants, 110 habitatges i 83 famílies. Tenia una densitat de 5,3 habitants per milla quadrada (2,0 hab./km2). Hi havia 265 habitatges amb una densitat mitjana de 2,0 hab./km2 (5,2 hab. per milla quadrada). La composició racial de la ciutat era d'un 96,63% blancs, un 2,25% nadius americans i un 1,12% de dues o més races. Els hispans o llatins de qualsevol raça eren el 0,37% de la població.
Dels 110 habitatges en un 23,6% hi vivien menors de 18 anys, en un 69,1% hi vivien parelles casades, en un 1,8% dones solteres, i en un 24,5% no eren unitats familiars. En el 21,8% dels habitatges hi vivien una sola persona l'11,8% de les quals corresponien a persones de 65 anys o més. El nombre mitjà de persones vivint en cada habitatge era de 2,43 i el nombre mitjà de persones que vivien en cada família era de 2,76.
Per edats la població es repartia de la següent manera: un 21,3% tenia menys de 18 anys, un 3,4% entre 18 i 24, un 25,1% entre 25 i 44, un 31,5% entre 45 i 60 i un 18,7% 65 anys o més vell. La mitjana d'edat era de 45 anys. Per cada 100 dones hi havia 113,6 homes. Per cada 100 dones de 18 o més anys hi havia 114,3 homes.
La renda mediana per habitatge era de 41.667 $ i la renda mediana per família de 43.750 $. Els homes tenien una renda mediana de 26.563 $ mentre que les dones 21.071 $. La renda per capita de la població era de 16.889 $. Aproximadament el 6,5% de les famílies i el 7,1% de la població estaven per davall del llindar de pobresa, incloent el 8,2% dels menors de divuit anys i cap dels 65 o més.